# Jeff Hällegard
Jeff Hällegard, född 8 juli 1963,  är tränare för division I-laget Gnesta IK och har tidigare bland annat tränat HC Vita Hästen.

## Klubbar som spelare
- Djurgårdens IF
- Nacka HK
- Skellefteå AIK
- HC Vita Hästen, dåvarande IK Vita Hästen
- Nyköpings Hockey
- Nynäshamns IF
- Tingsryds AIF
- IK Oskarshamn